# Schizothorax kumaonensis
Schizothorax kumaonensis es una especie de peces de la familia Cyprinidae en el orden de los Cypriniformes.

## Morfología
Los machos pueden llegar alcanzar los 18,5 cm de longitud total.

## Hábitat
Se trata de un pez de agua dulce.

## Distribución geográfica
Se encuentra en Uttar Pradesh (India ).